# 가르고일레오사우루스

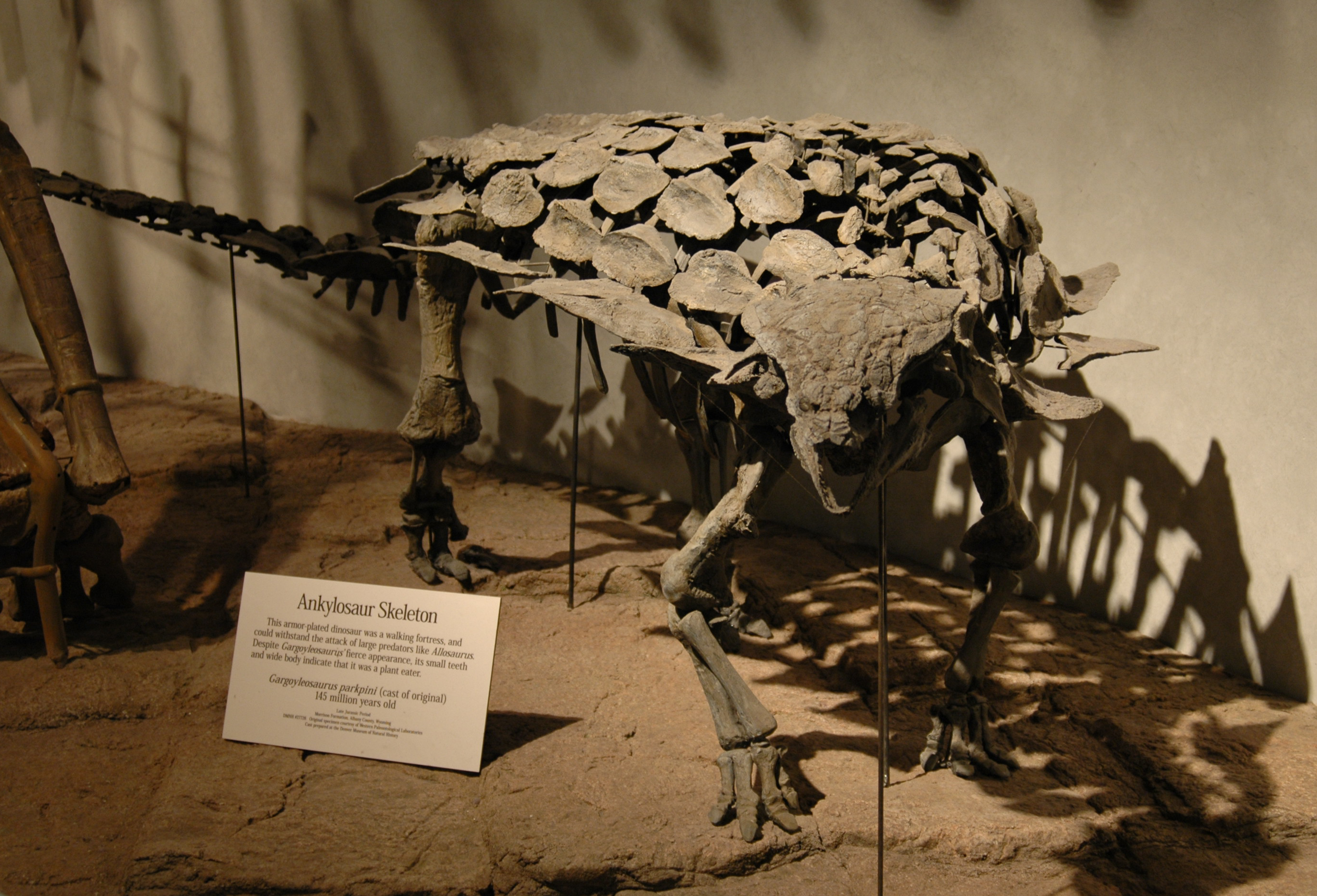

가르고일레오사우루스(Gargoyleosaurus)는 쥐라기 중기에서 후기까지 존재한 공룡이다. 초식 공룡으로 몸길이는 3~7미터 몸무게는 6톤에 육박한다. 이 공룡의 등은 바위처럼 생겨서 육식 공룡을 안전하게 피할 수 있었다.